# Nagroda Gerarda Bonniera
Nagroda Gerarda Bonniera – szwedzka nagroda literacka przyznawana przez Akademię Szwedzką. Została ufundowana w 1988 roku na mocy testamentu Gerarda Bonniera i jest przyznawana pisarzom działającym w obszarach będących zainteresowaniem Akademii. Kwota nagrody wynosi 200 000 szwedzkich koron.

## Laureaci
- 1988 – Bengt Holmqvist(inne języki), Birgitta Trotzig
- 1989 – Willy Kyrklund, Per Anders Fogelström(inne języki)
- 1990 – Sven Alfons(inne języki), Örjan Lindberger(inne języki)
- 1991 – Lars Ahlin
- 1992 – Sven Delblanc
- 1993 – Sara Lidman
- 1994 – Karl Vennberg
- 1995 – Per Wästberg
- 1996 – Ulf Linde
- 1997 – Göran Sonnevi
- 1998 – Bengt Emil Johnson(inne języki)
- 1999 – Torgny Lindgren
- 2000 – Agneta Pleijel
- 2001 – Stig Larsson
- 2002 – P.O. Enquist
- 2003 – Jan Stolpe(inne języki)
- 2004 – Lennart Sjögren(inne języki)
- 2005 – Eva Österberg(inne języki)
- 2006 – Lars Gustafsson
- 2007 – Carl-Henning Wijkmark(inne języki)
- 2008 – Olle Granath(inne języki)
- 2009 – Claes Hylinger(inne języki)
- 2010 – Ulf Eriksson
- 2011 – Karin Johannisson(inne języki)
- 2012 – P.C. Jersild
- 2013 – Tore Frängsmyr(inne języki)
- 2014 – Klaus-Jürgen Liedtke(inne języki)
- 2015 – Lars Svensson(inne języki)
- 2016 – Steve Sem-Sandberg
- 2017 – Ulrika Wallenström(inne języki)